# Uroconger
Uroconger là một chi cá chình biển trong họ Congridae thuộc bộ cá chình Anguilliformes. Chúng phân bố ở vùng biển Ấn Độ - Thái Bình Dương.

## Các loài
Chi cá này gồm các loài:
- Uroconger drachi (Blache & Bauchot, 1976)
- Uroconger erythraeus Castle, 1982
- Uroconger lepturus (J. Richardson, 1845) (Slender conger)
- Uroconger syringinus Ginsburg, 1954 (Threadtail conger)